# Ромула
Ромула (также автох. Мальва, Romula Malva) — во II—III веках н. э. один из 12 городов провинции Римская Дакия, в настоящее время деревня Решка (Румыния), в районе Добрословень, Олтинский уезд, республика Румыния. Основана в начале II века н. э. После 158 года Ромула — столица региона Южная Дакия (также Мальвская Дакия, Dacia Malvensis), одной из трёх административно-территориальных единиц Римской Дакии.

## История
Римский город Ромула возник на месте покорённого римлянами дакийского поселения Мальва, получил статус муниципия во время правления императора Адриана (117—138), затем статус колонии во времена Септимия Севера (193—211). Близ города было возведено два ряда укреплений и два военных лагеря (каструма), в которых временно располагались VII Клавдиев легион и XXII легион Фортуны Перворождённой, а также подразделение (нумерус) сирийских стрелков. После ухода римлян из Дакии в 271 году Ромула запустела, хотя, по-видимому, с тех пор всегда была частично обитаема, поскольку располагалась на юге страны в непосредственной близости от реки Олт, а также недалеко от оживлённого по меркам поздней античности города-переправы Суцидава у границ Восточной Римской империи. Тем не менее римский топоним не сохранился и был заменён славянскими новообразованиями, несмотря на преобладание романского населения.